# Baron Hankey

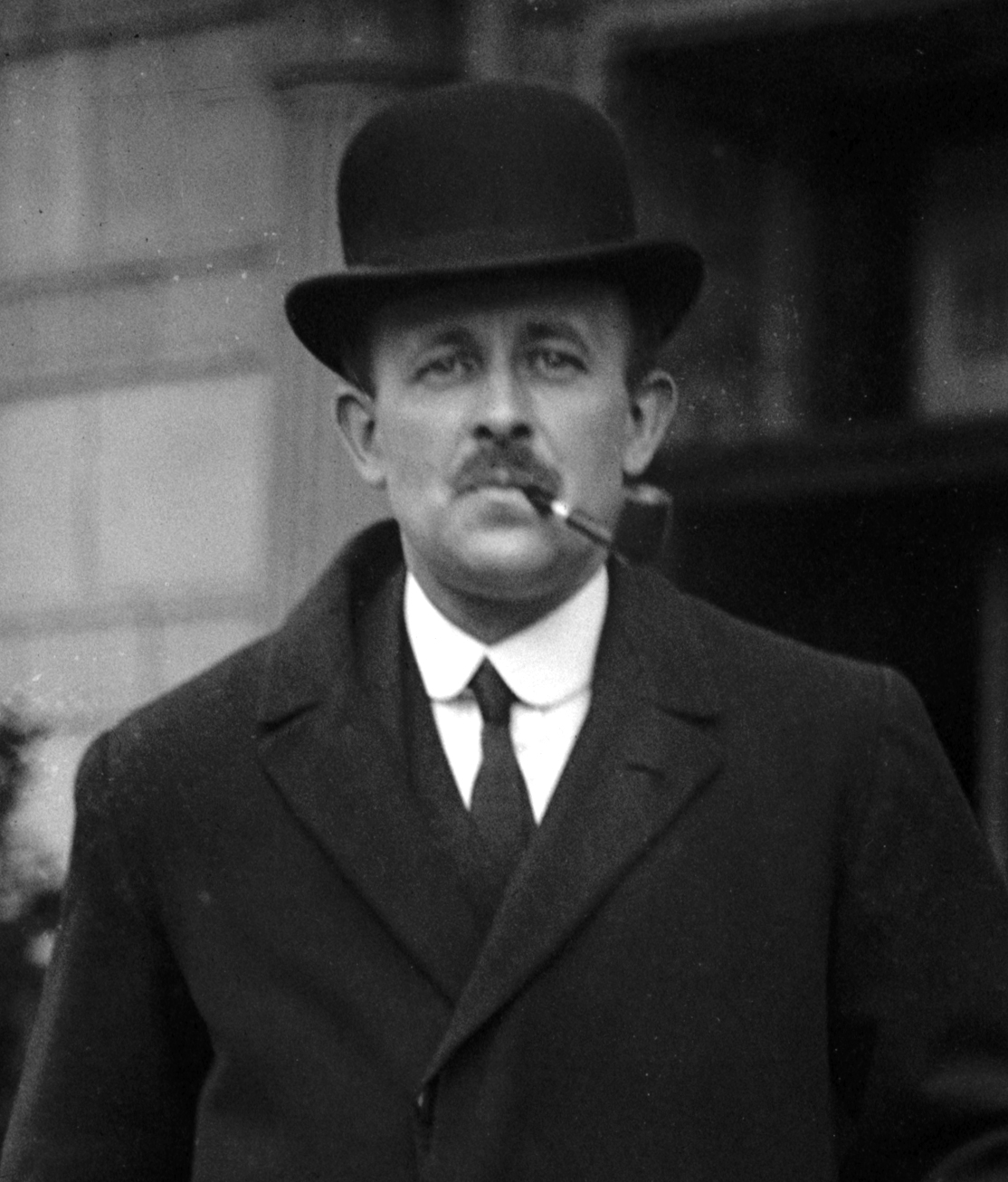
Maurice Hankey, 1. baron Hankey

Baronowie Hankey 1. kreacji (parostwo Zjednoczonego Królestwa)
- 1939–1963: Maurice Pascal Alers Hankey, 1. baron Hankey
- 1963–1996: Robert Maurice Alers Hankey, 2. baron Hankey
- 1996 -: Donald Robin Alers Hankey, 3. baron Hankey